# 1763-as komáromi földrengés
Az 1763-as komáromi földrengés a legnagyobb erősségű földmozgás volt a mai Magyarország területén. Erőssége a Richter-skála szerint 6,3-es volt és 1763. június 28-án következett be.
A rengésnek 63 halálos áldozata volt, több mint 120-an megsebesültek, és Komárom épületeinek harmada elpusztult – összedőlt 7 templom és 279 épület, részben összedőlt további 353 épület, azaz komoly sérülést szenvedett a város épületeinek 54%-a, míg csak 9%-a maradt sértetlen. A rengés után Mária Terézia összeíratta a károkat, a rengés erősségére ezekből a leírásokból lehet következtetni. A legnagyobb pusztítás a Duna bal partján következett be, de a rengés erejéhez képest kevésnek mondható a halálos áldozatok száma, ami a korabeli építkezési technikának köszönhető. A házakat fűzfaágakból építették, amiket fél méterenként vertek le, majd vesszővel összefűzték őket, és a kémények is lefelé szélesedtek.
Ezután a nagy rengés után körülbelül 20 évente (1783, 1806, 1851) ismét földmozgások voltak, a térség az ország szeizmikusan egyik legaktívabb területe volt, de 1850 után az aktivitás lecsökkent. A főrengést évekig követték utórengések, melyek epicentrális intenzitása néhányszor elérte az 50 értéket is. 1773. április 22-én újabb földrengés sújtotta Komáromot, melynek következtében összeomlott 500 ház és romhalmazzá vált a vár minden épülete.
A károkat festményeken is megörökítették, például Karl Frieder.